# Gabriele Kotsis

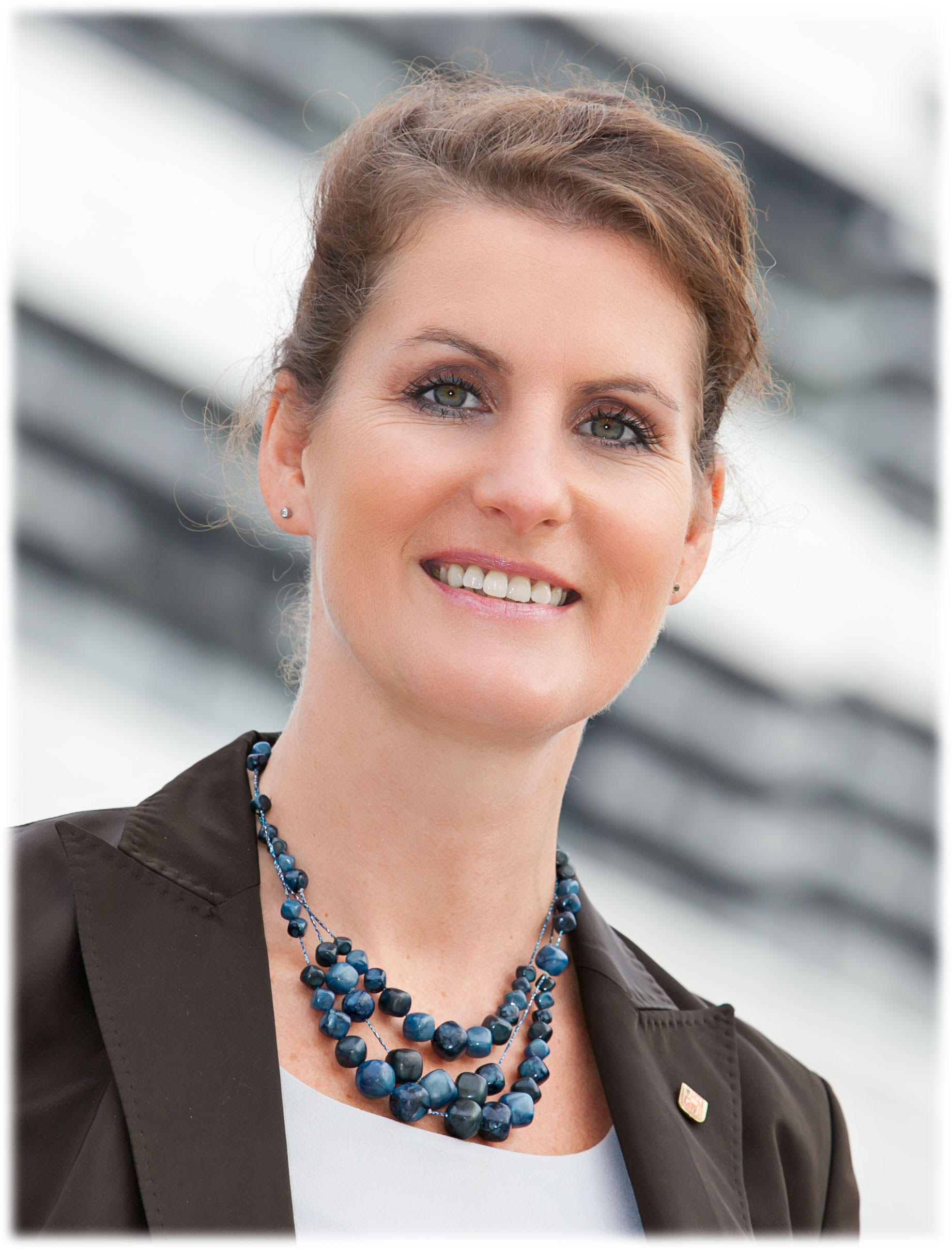
Gabriele Kotsis, 2014

Gabriele Kotsis (* 29. Oktober 1967 in Wien, zwischenzeitlich Gabriele Anderst-Kotsis) ist eine Professorin für Informatik an der Johannes Kepler Universität (JKU) Linz. Sie leitet das Institut für Telekooperation und die Abteilung für kooperative Informationssysteme. Von 2007 bis 2015 war sie außerdem Vizerektorin für Forschung und Frauenförderung und zeitweise Vorsitzende des Forum Forschung der Österreichischen Universitätenkonferenz. Von 1. Juli 2020 bis 30. Juni 2022 war sie Präsidentin der internationalen Association for Computing Machinery (ACM).

## Biografie
Kotsis studierte von 1986 bis 1991 Wirtschaftsinformatik und von 1992 bis 1995  Sozial- und Wirtschaftswissenschaften an der Universität Wien und promovierte dort. Von 1991 bis 2001 war sie als Universitätsassistentin am Institut für Angewandte Informatik und Informationssysteme beschäftigt. 2000 habilitierte sie für das Fach Informatik an der Universität Wien. Danach trat sie 2001 eine einjährige Gastprofessur am Institut für Informationsverarbeitung und Informationswirtschaft an der Wirtschaftsuniversität Wien an. 2002 war sie Gastprofessorin am Institut für Informatik an der Copenhagen Business School in Dänemark und am Institut für Telekooperation an der JKU, ehe sie im Dezember 2002 zur Professorin für Informatik ernannt wurde. Sie ist Mitglied des Austrian Center for Parallel Computation (ACPC), der Österreichischen Computer Gesellschaft (OCG), deren Präsidentin sie von 2003 bis 2007 war, und Distinguished Scientist der Association for Computing Machinery (ACM), deren Präsidentin sie von Juli 2020 bis Juni 2022 war. Seit 2016 ist sie Mitglied, seit 2018 auch stellvertretende Vorsitzende des Universitätsrats der Universität Klagenfurt.

## Arbeits- und Forschungsschwerpunkte
- Software Technologies for Mobile and Internet Computing
- Distributed and Cooperative Systems
- Wireless Networking and Sensor Networks
- Mobile Multimedia, Mobile Commerce, Mobile E-Business
- Computer and Network System Modelling and Simulation
- Performance Evaluation and Capacity Planning
- Workload Characterization for Parallel and Distributed Systems
- Interconnection Topologies for Parallel Processing Systems

## Preise
- Heinz-Zemanek-Preis 1996
- OCG-Förderpreis 1992